# گروه هرا
گروه هرا (انگلیسی: Hera Group) شرکت خوشه‌ای ایتالیایی است، که در سال ۲۰۰۲ تأسیس شد.